# Norberto Ferrer
. 
Norberto Ferrer (1859-Castellón, 1927) fue alcalde de Castellón. Miembro de la corriente moretista del Partido Liberal, en 1923 se define como romanonista. En 1903 es Alcalde de Vinaroz, y diputado provincial por el distrito Vinaroz-Sant Mateu de 1910 a 1917, y por el de Morella-Albocácer de 1918 a 1921. Fue Teniente de Alcalde durante el período 1912-1918, y fue alcalde durante la dictadura de Primo de Rivera, durante un breve tiempo, de enero a agosto de 1927.. Abogado y comerciante, una hija suya llamada Consuelo Ferrer, casó con Vicente Gimeno Michavila, fruto del cual nació José Luis Gimeno Ferrer, que sería también Alcalde de Castellón de la Plana
| Predecesor: Salvador Guinot Vilar | Alcalde de Castellón Enero-agosto de 1927 | Sucesor: Manuel Lillo Roca |

- Datos: Q11938931